# Падуб городчатый
Па́дуб горо́дчатый, остроли́ст горо́дчатый или япо́нский остроли́ст (лат. Ilex crenata, яп. イヌツゲ inutsuge) — вид растений рода Падуб семейства Падубовые. 
Внесён в «Список объектов растительного мира, занесенных в Красную книгу Сахалинской области».

## Биологическое описание

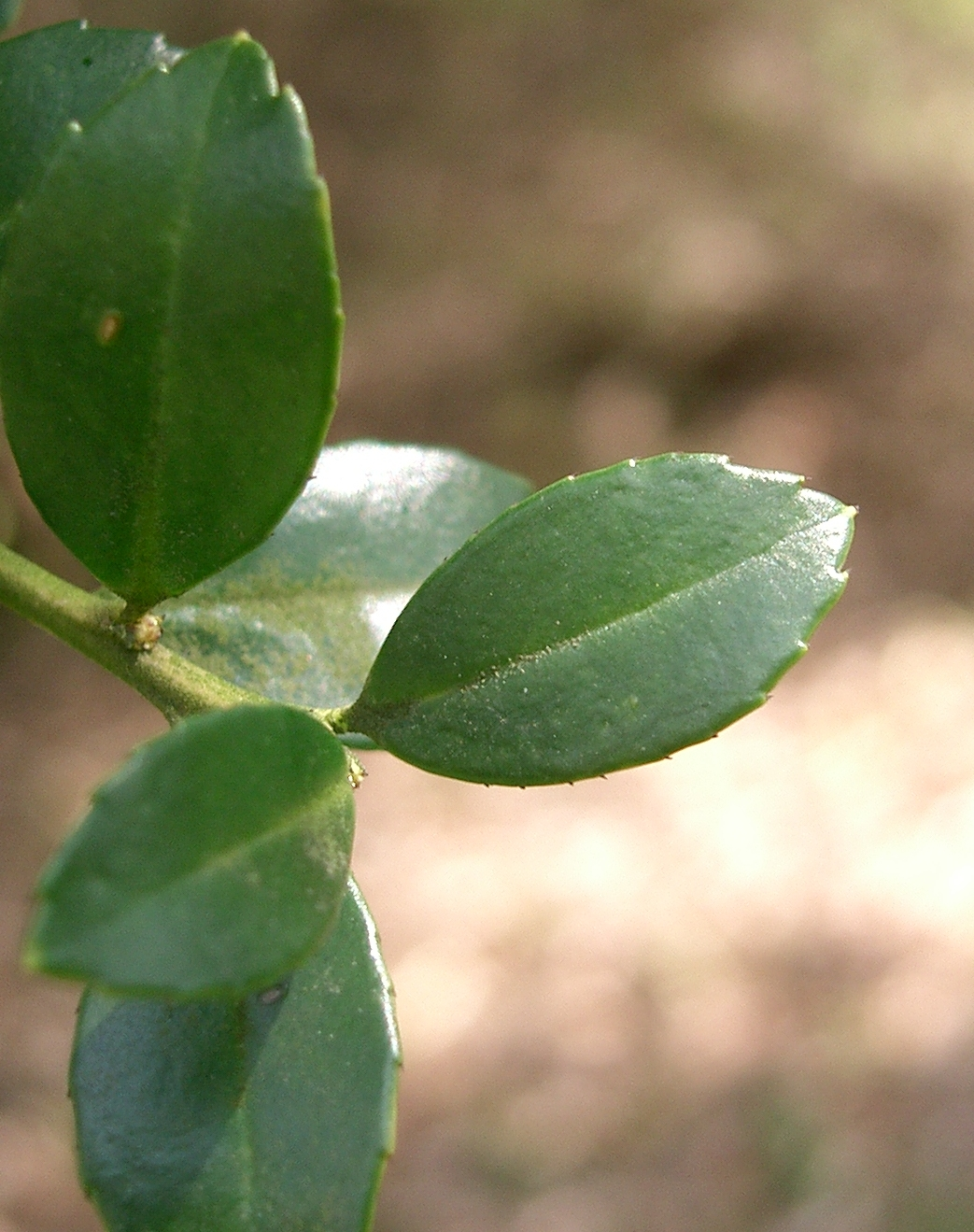
Видна зубчатость листьев растения

Вечнозелёный кустарник или небольшое дерево высотой 3-5 метров (изредка до 10 метров), с диаметром ствола до 20 см. 
Листья блестящие, тёмно-зелёные, 10-30 мм в длину и 10-17 мм в ширину, с зубчатым, иногда колючим краем. 
Цветки раздельнополые, белые, с четырьмя лепестками. 
Плод — костянка чёрного цвета 5 мм в диаметре, с четырьмя семенами.

## Ареал
Восточный Китай, Япония, Корея, Тайвань и Сахалин.
В России находится на северо-восточной границе ареала и встречается только в Сахалинской области. Встречается на юге острова Сахалин, в Долинском, Томаринском, Анивском, Холмском и Невельском районах, островах Монерон, Уруп, Итуруп, Кунашир и Шикотан.

## Синонимы
По данным The Plant List
- Ilex crenata var. aureovariegata Goldring
- Ilex crenata f. bullata Rehder
- Ilex crenata f. helleri (Craig) Rehder
- Ilex crenata var. helleri (Craig) L.H. Bailey
- Ilex crenata var. latifolia Goldring
- Ilex crenata f. latifolia (Goldring) Rehder
- Ilex crenata var. longifolia Goldring
- Ilex crenata f. longifolia (Goldring) Rehder
- Ilex crenata f. longipedunculata S.Y. Hu
- Ilex crenata var. luteovariegata Regel
- Ilex crenata f. luteovariegata (Regel) Rehder
- Ilex crenata var. mariesii Bean ex Dallim.
- Ilex crenata f. microphylla Rehder
- Ilex crenata var. multicrenata C.J. Tseng
- Ilex crenata f. multicrenata (C.J. Tseng) S.K. Chen
- Ilex crenata var. nummularia Yatabe
- Ilex crenata f. nummularia (Yatabe) H. Hara
- Ilex crenata f. variegata G. Nicholson
- Ilex crenata var. variegata (G. Nicholson) Dallim.
- Ilex euryifolia K. Mori & Yamam.
- Ilex helleri Craig

## Естественные разновидности
- Ilex crenata f. convexa (Makino) Rehder
Syn.: Ilex crenata var. convexa Makino
- Ilex crenata f. crenata 
Syn.: Ilex crenata f. genuina Loes.; Ilex crenata f. kusnetzoffii Loes.; Ilex elliptica Siebold ex Miq.
- Ilex crenata var. thomsonii (Hook.f.) Loes.
Syn.: Ilex thomsonii Hook.f.

## В культуре
Зоны морозостойкости: 5—7.
Хорошо растёт на кислых почвах, со значением pH от 3.7 до 6.0.
Выращивается как декоративное растение, ценится за плотность кроны. Выведено много культиваров — с пёстрыми ('Golden Gem', 'Shiro-Fukurin'), тёмно-зелёными ('Green Lustre') и серо-зелёными ('Bad Zwischenahn') листьями, с жёлтыми плодами ('Ivory Hall'), ползучих ('Green Island', 'Hetzii') и карликовых ('Mariesii', 'Stokes'). Сорту 'Golden Gem' присвоена премия Королевского садоводческого общества.